# Colônia Militar de Miranda
A Colônia militar de Miranda localizava-se a oitenta quilômetros a SSO de Nioaque, conforme indicado em mapa ilustrativo próximo às nascentes do rio Miranda (TAUNAY, s. d.:41), no atual município de Jardim estado de Mato Grosso do Sul, Brasil. Essa informação é ratificada pelo Exército brasileiro (EME, 1972:v. 2).

## História
A partir de 1859 (1860 cf. SOUZA, 1885:139) foi fundada pela presidência da Província de Mato Grosso, seguindo orientação do governo imperial, uma Colônia militar no local, com a função declarada de auxiliar a navegação e o comércio entre a Província do Paraná e a do Mato Grosso. Implicitamente, deveria vigiar e guarnecer a fronteira do rio Apa com o Paraguai (EME, 1972 v. 2:514-516). O mapa ilustrativo nesta obra, à p. 515, figura inadvertidamente a Colônia Militar ao norte de Nioaque, lugar onde se localizava a vila. A informação correta encontra-se no mapa de TAUNAY (s.d.).
Este estabelecimento foi arrasado por forças paraguaias no início de 1865, mesmo ano em que a Comissão de engenheiros encarregada de reconhecer a área entre o rio Taquari (a norte) e o rio Miranda (a sul) relata não ter a posição qualquer valor estratégico, e pelo contrário, sendo foco de febres intermitentes (malária) (SOUZA, 1885:139).
Não confundir a Colônia de Miranda com a vila de Miranda, na região, ao norte, às margens do rio M'boteteí (rio Miranda), que, à época da Guerra da Tríplice Aliança (1864-1870), também esteve envolvida no mesmo episódio imortalizado por Taunay: a retirada da Laguna.